# Bikówek
Bikówek – wieś sołecka w Polsce położona w województwie mazowieckim, w powiecie grójeckim, w gminie Grójec.
W latach 1954–1958 wieś należała i była siedzibą władz gromady Bikówek, po jej zniesieniu w gromadzie Kobylin. W latach 1975–1998 miejscowość administracyjnie należała do województwa radomskiego.
Miejscowość leży przy drodze krajowej nr 50.